# Масанори Санада
Масанори Санада (јап. 真田 雅則; 6. март 1968 — 6. септембар 2011) био је јапански фудбалер.

## Каријера
Током каријере играо је за АНА и Шимицу С-Пулс.

## Репрезентација
Са репрезентацијом Јапана наступао је на азијска купа 1988.